# E30HT
E30HT（いー さんぜろ えいちてぃー）は、台・HTCによって開発された、auブランドを展開するKDDIおよび沖縄セルラー電話のCDMA 1X WIN対応スマートフォンである。HTC Touch ProのKDDIおよび沖縄セルラー電話の各auブランド向けモデルにあたる。

## 概要
HTCの端末、HTC Touch Pro（の北米向けCDMA2000派生仕様）がau向けにカスタマイズされた端末。引き出し式のQWERTY配列のキーボードを有しており、長文の入力に適している。Wi-FiやBluetoothを搭載しているが、赤外線通信は搭載していない。
後発の同キャリア向け個人ユーザー向けスマートフォンのdynapocket IS02（TSI01／RP8-J01）同様EZwebに対応していない為、@ezweb.ne.jpのEメールアドレスを使ってメールを送受信する事ができない。Cメールは受信のみ可能だが絵文字非対応である。同様にEZサービスであるEZ Felica、「LISMO Music & Video」、EZアプリ（BREW）/EZアプリ「Full Game!」、EZナビウォーク、じぶん銀行用アプリ「じぶん通帳」などには対応していない。
ただし、au ICカードには対応しているので、端末増設での機種変更であれば上記のサービスに対応する旧端末とSIMカードを移し変えれば、これらのサービスは継続して使用できる。希望するのであれば端末増設時にEZwebのオプション（EZ WINコース）も残すことが可能である。EZナビウォークに関してはGPS自体の機能は搭載されている為、付属しているNAVITIMEのアプリケーションを使えばルート検索等もできる。音楽再生機能に関してもWindows Media Player Mobileが搭載されている為、音楽を聴くことや動画を楽しむ事は可能（下記参照）。ただし着うたや着うたフル、着うたフルプラスには対応しない。
本端末で通信を行うためには、EZ WINコースに加入していない場合au.NET（525円/月）を利用するか、Packet Win対応のプロバイダとの契約が別途必要となる。また本来はISシリーズのスマートフォンで提供されているIS NETコース（315円/月）を契約して利用することもできる。こちらはEZ WINコースに加入している場合は手続き不要で、利用したときはIS NETへの接続となる。
基本的に法人ユーザー向けの端末であるが、既存の法人ユーザー向け音声用端末のE03CA（2009年5月現在、すでに製造終了）およびE05SH、E07K（2009年10月29日発売）、E08T（2010年2月16日発売）同様、一般ユーザーも入手することが可能だった。

## 歴史
- 2008年（平成20年）9月11日 - KDDI、およびHTC Nipponより公式発表。
- 2009年（平成21年）5月1日 - 全国にて一斉発売。
- 2010年（平成22年）5月 - 個人向けとしての販売を終了。
- 2010年9月 - 法人向けとしての販売を終了。
- 2011年（平成23年）10月18日 - Microsoft My Phoneのサービスが終了。
- 2012年（平成24年）5月17日 - Windows Mobile 6.x Marketplace のサービスが終了[4]。
- 2012年7月22日 - L800MHz（旧800MHz帯・CDMA Banclass 3）帯エリアによる音声・通信サービスの停波によりそれ以降はN800MHz（新800MHz帯・CDMA Bandclass 0 Subclass 2）帯エリアおよび2GHz（CDMA Bandclass 6）帯エリアの各音声・通信サービスで利用する事となる。

## ソフトウェア
ソフトウェアは内蔵のアプリの他、様々なサイトで公開されている。ダウンロードサイトにアクセスし、インストールすることも可能だが、PCでアプリをダウンロードし、Microsoft ActiveSyncを使い、USB経由でE30HTへインストールすることも可能である。

### ActiveSync
同梱されているMicrosoft ActiveSyncはVer4.5である。これはアプリケーションのインストールのほかに、PC上のMicrosoft OutlookとE30HTのPIM（メール、予定表、連絡先、仕事）との同期ができる。企業利用であれば、Microsoft Exchange Serverとのリモートでの同期が図れる。その他に、音楽、動画、WordやExcelなどのファイルのPCとの共有などができる。

### 搭載されている主なアプリケーション
- ブラウザ：ポケットInternet Explorer、Opera Mobile）
- PIM：WindowsMobileOutlook（連絡先、予定、仕事）
- OfficeMobile ： WordMobile、ExcelMobile、PowerPointMobile
- Mail、Messenger：Windows Live Messenger　Windows Live メール　Outlookメール等
- 音楽、動画 : Windows Media Player Mobile（WMA・WMV(ASFを含む)・MP3・MID・MP4・3GP・3G2・M4A・AVI・H.263・H.264・AMR・AWB対応）等
- 通信：自動ログイン機能
- 電卓　世界時計
- その他 ：天気予報アプリ、ActiveSync、Adobe Reader LE、Bluetooth Explorer、ボイスレコーダー、ZIP、ストリーミングメディア、タスクマネージャ、伝言メモ、RSS・Hub、ボイス短縮ダイヤル、SIMマネージャ、リモートデスクトップ、手書きメモ、など

## 主な機能・サービス
| 主な対応サービス                                     | 主な対応サービス                 | 主な対応サービス                                             | 主な対応サービス            |
| ---------------------------------------------------- | -------------------------------- | ------------------------------------------------------------ | --------------------------- |
| LISMO!                                               | LISMOビデオクリップ              | LISMO Video                                                  | 着うたフル 着うたフルプラス |
| au BOX                                               | ワイヤレスミュージック           | au Smart Sports Run & Walk Karada Manager カロリーカウンター | EZナビウォーク              |
| EZ助手席ナビ                                         | 安心ナビ                         | 災害時ナビ                                                   | ナカチェン                  |
| EZアプリ FullGame! Bluetooth対戦                     | EZアプリ(BREW)                   | オープンアプリプレイヤー                                     | PCサイトビューアー          |
| EZケータイアレンジ アレンジメニュー                  | au oneガジェット                 | じぶん銀行アプリ                                             | EZ・FM                      |
| EZチャンネル EZチャンネルプラス EZニュースフラッシュ | Touch Message                    | EZFeliCa                                                     | ケータイ de PCメール        |
| デコレーションメール                                 | デコレーションアニメ             | au one メール                                                | 緊急通報位置通知            |
| ワンセグ                                             | グローバルパスポート (CDMA・GSM) | 無線LAN機能 (Wi-Fi WIN) 赤外線通信 (irSimple)                | Bluetooth auフェムトセル    |